# Юренева, Вера Леонидовна
Ве́ра Леони́довна Юре́нева (10 июня [22 июня] 1876, Москва — 19 января 1962, там же) — русская и советская драматическая актриса, артистка театра Соловцова в Киеве и МХАТа 2-го, Заслуженная артистка РСФСР (1935).

## Биография

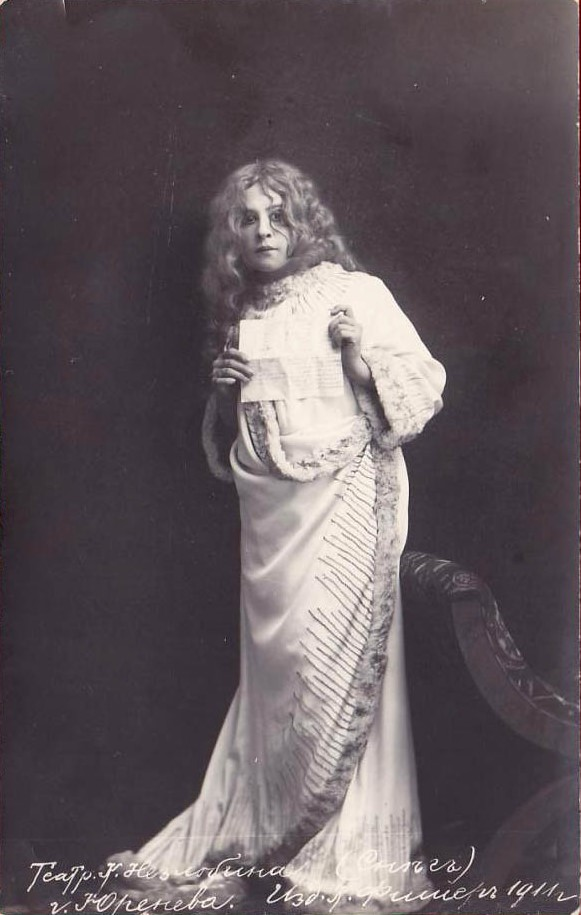
Юренева В.Л. в спектакле «Снег» театра К.Незлобина в 1909-1910 гг.

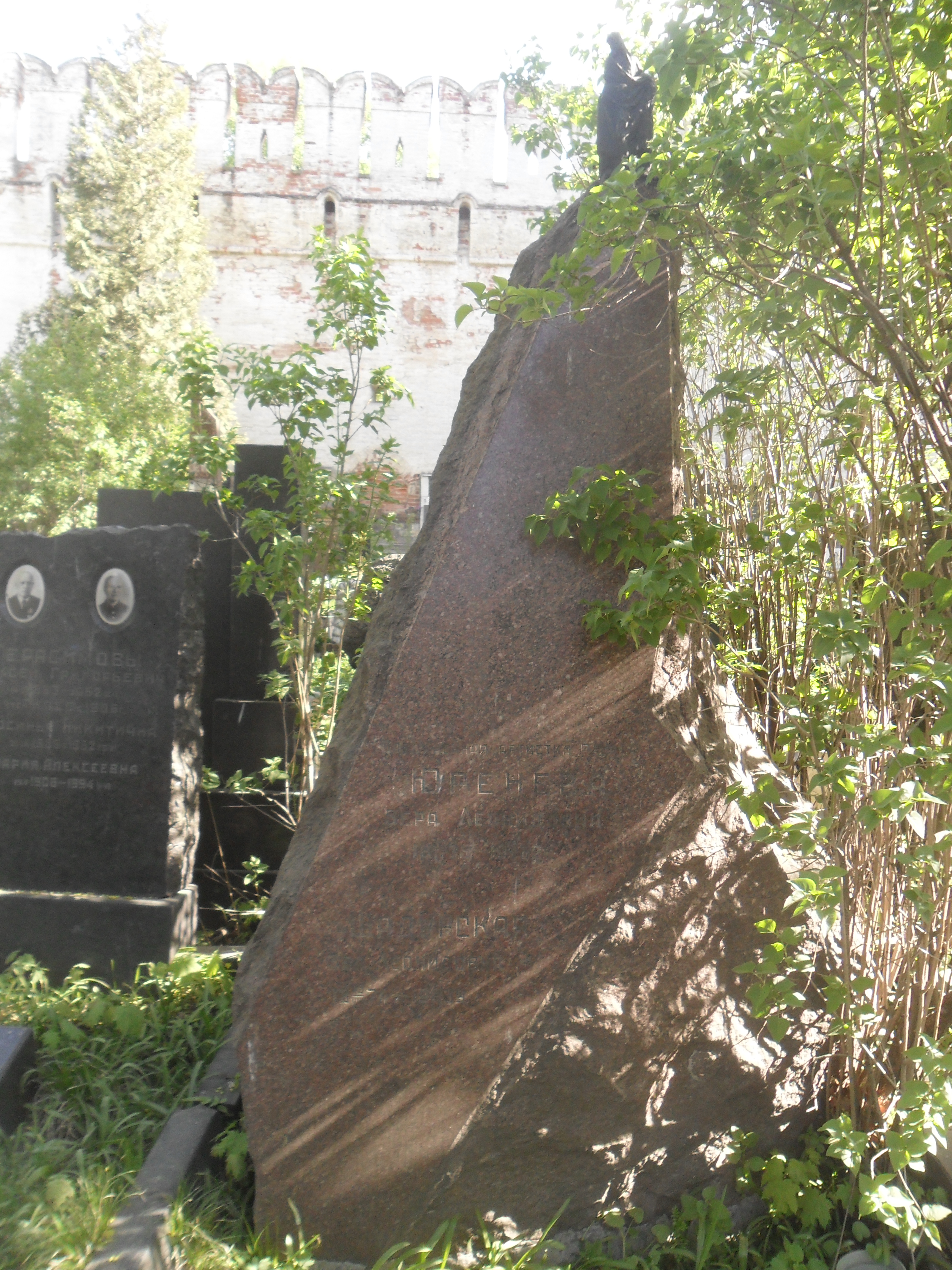
Могила Юреневой на Новодевичьем кладбище Москвы.

Родилась в Москве, дочь военного юриста Леонида Шадурского (её старшая сестра Зоя Шадурская — участница революционного движения, близкая подруга Александры Коллонтай). С юных лет увлекалась театром, в 1902 году успешно окончила Петербургское театральное училище, была ученицей В. Н. Давыдова. В течение нескольких сезонов (1906—1919, с перерывами) — ведущая актриса театра «Соловцов» в Киеве (ныне Национальный академический театр русской драмы имени Леси Украинки). Участвовала в кинопостановках начиная с 1913 года (фильм «Обрыв»). Выступала на сцене под фамилией первого мужа, дворянина Ивана Юренева. Вторым мужем артистки был поэт, переводчик и драматург А. С. Вознесенский (настоящая фамилия Бродский).
В 1918 году, находясь в Киеве, Вера Леонидовна увлеклась молодым журналистом и сотрудником дипломатической миссии Советской России Михаилом Кольцовым. В том же году они поженились. На первомай 1919 года В. Л. Юренева блеснула на сцене театра имени Ленина (бывшего «Соловцов») в революционной премьере — спектакле «Фуэнте Овехуна (Овечий источник)» по пьесе Лопе де Веги (постановка К. А. Марджанова), где сыграла главную роль Лауренсии. Вместе с Кольцовым Юренева уехала в Москву, но в 1922 году они расстались.
В 1919—1955 годах В. Л. Юренева служила в различных театрах Москвы и Ленинграда, в том числе — в театре Корша (1919—1920), МХАТе 2-м (1930—1936), Александринском театре (1922—1924 и 1936—1939), Литературно-драматическом театре ВТО (1947—1955). Заслуженная артистка РСФСР (1935).
В последние годы жизни, проживая в коммунальной квартире, общалась с Э. Радзинским, в то время студентом, который в своих произведениях приводит услышанные от неё истории.
Автор книги «Записки актрисы», Москва-Ленинград, 1946.
Похоронена на Новодевичьем кладбище в Москве.
Личный архив хранится в РГАЛИ, фонд № 2371.

## Творчество
Какую бы роль ни играла актриса, на сцене она всегда была Женщина с большой буквы и целостная личность, скрывающая в себе бездны страстей. По воспоминаниям самой Веры Леонидовны: «моей основной темой была тема любви». Эмоциональность и выразительная пластичность позволяла Вере Юреневой создавать запоминающиеся образы даже тогда, когда драматургический материал роли не был значителен.

### Роли
- Бронка (С. Пшибышевский, «Снег», 1904)
- Регина (Г. Ибсен, «Привидения», 1904)
- Нора (Г. Ибсен, «Кукольный дом», 1909)
- Виктория («История одной любви» по К. Гамсуну)
- Виоланта (Дж. Флетчер, «Испанский священник»)
- Катерина (А. Островский, «Гроза»)
- Лариса (А. Островский, «Бесприданница»)
- Анна Каренина (по Л. Толстому)
- Елена Николаевна (М. Арцыбашев, «Ревность», 1913)
- Вера (фильм по роману И. А. Гончарова «Обрыв», постановка П. И. Чардынин, 1913)
- Екатерина Ивановна (Л. Андреев, «Екатерина Ивановна»)
- Лауренсия (Лопе де Вега, «Овечий источник» («Фуэнте овехуна»), 1919)
- Клеопатра (У. Шекспир, «Антоний и Клеопатра»)